# Wólka Zdziwójska
Wólka Zdziwójska [pronunciación en polaco: /ˈvulka zd͡ʑiˈvui̯ska/] es una aldea ubicada en el distrito administrativo de Gmina Chorzele, dentro del condado de Przasnysz, Voivodato de Mazovia, en el centro-este de Polonia. Se encuentra a unos 12 kilómetros al noroeste de Chorzele, a 35 kilómetros al norte de Przasnysz, y a 124 kilómetros al norte de Varsovia.